# Jesus movement
Il Jesus movement è stato un movimento di risveglio sorto, fra il 1960 e il 1970, quale protesta giovanile nell'ambito del cristianesimo, soprattutto  protestante della costa occidentale degli Stati Uniti d'America. In breve tempo si diffuse in tutto il continente americano e in Europa. Questo movimento nacque dalla fusione di elementi di cristianesimo con le idee della contro cultura pacifista nel periodo della guerra del Vietnam. I membri del movimento vennero soprannominati, negli USA, Jesus people o Jesus freaks. Nel 1968 un gruppo di dissidenti Hippie del Jesus Movement guidato da David Berg diede origine ai Bambini di Dio.
Il Jesus movement ha dato origine a numerose organizzazioni evangeliche in tutto il mondo. Fra quelle presenti in Italia ci sono, Cristo è la risposta (Christ is the answer) e Calvary Chapel.

## Cristo è la Risposta
Cristo è la Risposta è il nome dei due gruppi presenti in Italia che fanno parte di una organizzazione para ecclesiale presente attualmente in otto nazioni del mondo: Stati Uniti, Italia (2 gruppi), Messico (2 gruppi), India, Spagna, Filippine, Ucraina, Honduras. Caratterizzati dall'essere delle comunità dotate di strutture mobili (container, tende, roulotte) si spostano di città in città. Nei campi in cui si insediano installano temporaneamente delle grandi tensostrutture sotto cui tengono delle riunioni di culto aperte a tutti, caratterizzate da musica cristiana contemporanea.
Entrambi i gruppi italiani aderiscono all'Alleanza Evangelica Italiana e pubblicano libri, album musicali, e materiale vario per fini evangelistici.

### Cristo è la Risposta I
Il primo gruppo italiano è nato nel 1974, è composto attualmente da circa 70 persone, è perennemente itinerante e predilige le periferie dei grandi centri urbani.

### Cristo è la Risposta II
Il secondo gruppo italiano è nato nel 1985 inizialmente come gruppo itinerante, ma nel 1995 si è dotato di una base permanente denominata Pilgrim Parking a Quaglietta, in provincia di Avellino. Presso la sede vengono assistiti i tossicodipendenti, gli alcolizzati e persone con problemi psicologici di lieve entità; nel periodo invernale viene organizzata una scuola di missione e in estate un campeggio. Oltre alle attività presso la sede, il gruppo fa delle campagne evangelistiche nei piccoli e medi centri urbani.

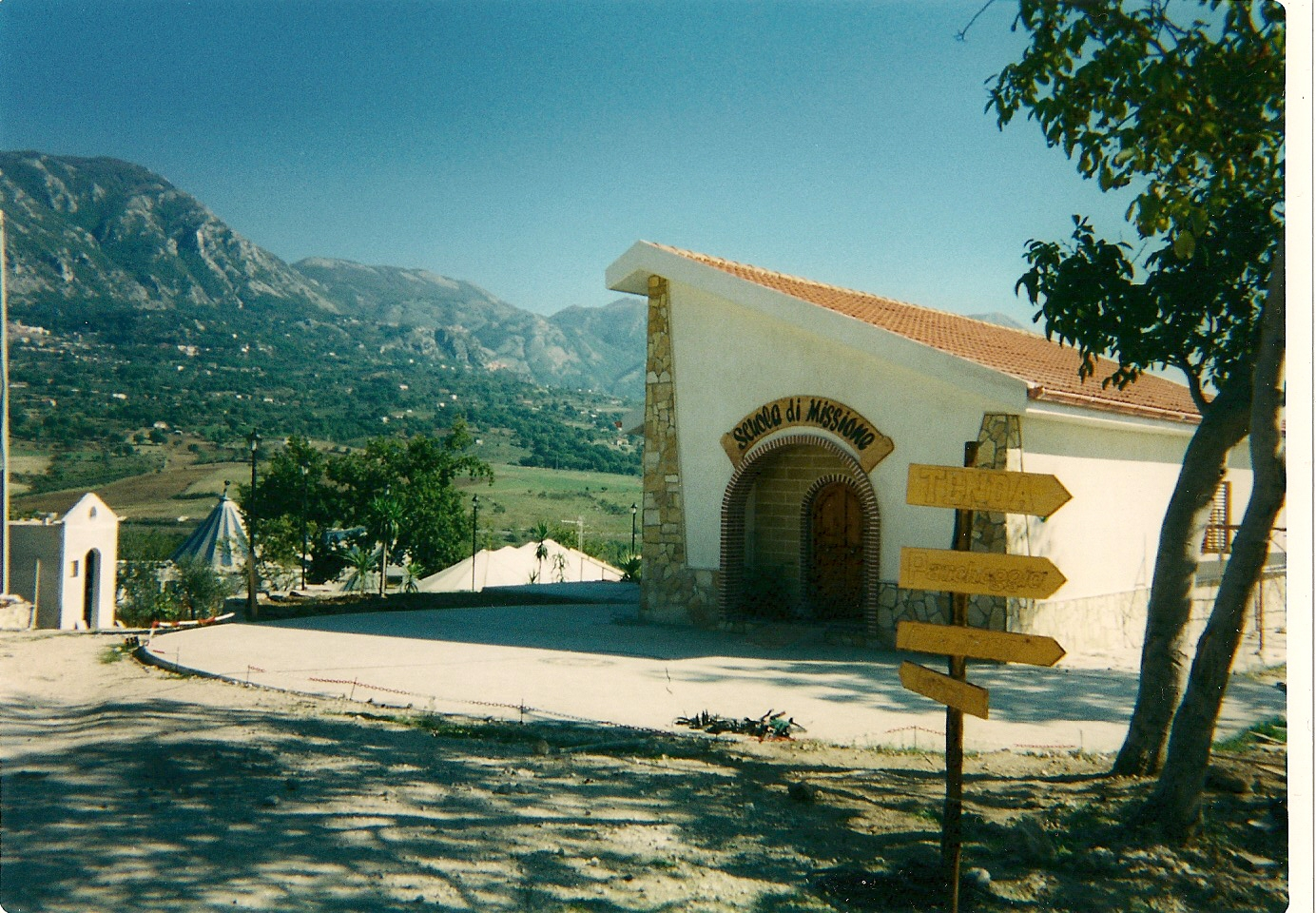
Il centro Pilgrim Parking di Quaglietta del gruppo itinerante "Cristo è la Risposta II"

### Produzioni musicali

#### Raccolte
- Songbook
- Cantate all'Eterno, 1985

#### 45 giri
- Adamo dove sei
- Guarda più in là
- Melchizedec
- Prima che le pietre gridino
- Più della vita

#### Musicassette
- Città nuova
- Ma chi è?
- Splendore e maestà
- Davanti a te, 1990
- Splendi su di noi, 1993
- Chi è il tuo eroe, 1994
- Risvegliaci Signor, 1998

#### CD
- E i libri saranno aperti
- The blood, Steve Hubbard
- Lode e adorazione
- Più della vita 2001
- I colori della vita, 2001
- Dio dei miracoli, 2008

### Libri
- V. Fiorese, Le possibilità di un risveglio in Italia, 2001
- V. Fiorese, Al tramonto vi sarà luce, 2009

### Innari
- Cantate all'Eterno, 1985
- Songbook
- Raccolta
- Superbook

### Riviste
- Grido di Battaglia, rivista semestrale
- Cristo è la Risposta II, rivista semestrale.

## Calvary Chapel
La Calvary Chapel è una organizzazione internazionale composta da chiese indipendenti e fondata negli Stati Uniti nel 1965. Attualmente comprende 1.500 chiese, di cui sette in Italia a Montebelluna, Roma, Treviso, Feltre, Frascati, Padova e Torino.